# مهدئ النيوترون
في الهندسة النووية, مهدئ النيوترون هو عبارة عن وسيط يقوم بتقليص سرعة النيوترونات السريعة, ويذبل يتم تحويلها إلى نيوترونات حرارية قادرة على الحفاظ على التفاعل النووي المتسلسل لليورانيوم-235.
هناك العديد من المواد الشائعة تُستعمل كمهدئات ومن ضمنها الماء (الخفيف) العادي (تُستعمل في 75% من مفاعلات العالم), والغرافيت الصلب (تُستعمل في 20% من المفاعلات) والماء الثقيل (تُستعمل في 5% من المفاعلات).
كما أُستعمل البيريليوم في بعض النماذج التجريبية، وأُقترح باستخدام الهيدروكربونات كاحتمالية أخرى.

## التهدئة
عادةّ ما تكون النيوترونات مقيدة في النواة, ولا يمكن أن توجد في الطبيعة بصورة حرة لمدة طويلة، لذلك يكون لدى النيوترون الغير مقيد عمر أقل من 15 دقيقة. ولإنتاج نيوترونات حرة فأنه يجب إخراجها من النواة، ولقيام بذلك فأنه من الضروري التغلب على طاقة الربط النووي، التي تكون عادةً بين 7-9 ميغا إلكترون فولت عند الكثير من النظائر. يولد مصادر النيوترون نيوترونات حرة وذلك باستعمال العديد من التفاعلات النووية، ومن ضمنها الانشطار النووي والاندماج النووي. وأياً كان مصدر النيوترونات، فأنها تصدر طاقات كبيرة بالميغا إليكترون فولت.
بما أن الطاقة الحركية, {\displaystyle E}, تتعلق بالحرارة حسب القانون التالي:
{\displaystyle E={\frac {1}{2}}mv^{2}={\frac {3}{2}}k_{B}T}
فإن خاصية حرارة النيوترون ،لنيوترون لها طاقة كبيرة بالميغا إلكترون فولت، تكون بعدة عشرات من الملايين من الدرجات المئوية.
التهدئة هي عملية تقوم بتقليص الطاقة الحركية العالية البدئية لنيوترون حر. بما أن الطاقة محفوظة، فأن عملية تقليص الطاقة الحركية هذه تحدث بواسطة نقل الطاقة إلى المادة المعروفة باسم المهدئ. وتسمى هذه العملية أيضاً باسم إبطاء النيوترون neutron slowing down, لأنه عند إنقاص الطاقة، تبطئ السرعة.
إن احتمالية تبعثر لنيوترون خرج من النواة تُعطى بواسطة المقطع العرضي للتبعثر. قد يثير أول كمية من التصادمات أنوية المهدئ وذلك يعود إلى طاقتها العالية. مثل هذا النوع من التصادم يُسمى بالتصادم الغير مرن, إذا أن بعض من الطاقة الحركية تتحول إلى طاقة كامنة وذلك بإثارة بعض الدرجات الحرية الذاتية للنواة لتشكيل الحالة المثارة. إذا أصبحت طاقة النيوترون أقل، سيصبح هذا التصادم مرناً, وبمعنى آخر، يكون مجموع الطاقة الحركية وزخم الحركة لهاذا النظام (الذي حدث بين النيوترون والنواة) محفوظة.
و كما هو مذكور في رياضيات التصادمات المرنة, وبما أن النيوترونات خفيفة جداً مقارنةً بمعظم الأنوية، فأن الطريقة الأكثر كفاءة لإزالة الطاقة الحركية من النيوترون هي باختيار أنوية مهدئة لها تقريباً كتلة مطابقة لكتلة نواة النيوترون.

تصادم مرن لكتلتين متساويتين

إن تصادم نيوترون، التي لها كتلة مقدارها 1, مع نواة 1H (بروتون) قد يؤدي إلى فقدان النيوترون لطاقتها كلها عندما تتصادم بشكل رأسي. وبشكل أكثر عموماً, فأنه من الضروري الأخذ في عين الاعتبار البريق والتصادم الرأسي. يعتمد التقليص اللوغريتمي الوسطي لطاقة النيوترون لكل صدمة, {\displaystyle \xi }, فقط على الكتلة الذرية, {\displaystyle A}, الخاصة بالنواة والتي تعطى بواسطة القانون التالي:
{\displaystyle \xi =\ln {\frac {E_{0}}{E}}=1+{\frac {(A-1)^{2}}{2A}}\ln \left({\frac {A-1}{A+1}}\right)}.
و يمكن تقريب الناتج بشكل معقول وجعلها بشكل أبسط حسب القانون التالي {\displaystyle \xi \simeq {\frac {2}{A+1}}}. من هذه المعادلة، يستطيع المرء بأن يستنتج قيمة {\displaystyle n}, التي يعبر عن عدد التصادمات المتوقعة لنيوترون يصطدم مع أنوية المادة المعطاة المطلوبة منها تقليص الطاقة الحركية لنيوترون من {\displaystyle E_{0}} إلى {\displaystyle E}{\displaystyle :n={\frac {1}{\xi }}(\ln E_{0}-\ln E)}.

نيوترونات (بالأحمر) في توازن حراري, وتتبعثر بشكل مرن, مع مهدئ افتراضي مكون من أنوية الهيدروجين حرة (بالأزرق), التي تسير بالحركة المنشطة حرارياً. والطاقة الحركية تنتقل من جسيم إلى آخر. بما أن لدى النيترونات أساساً نفس كتلة البروتونات, وبما أن أنوية الهيدروجين -و كما في الصورة- متبعثرة إلا أنها (و بشكل سحري) لا تمتص النيوترونات، فقد تم توزيع سرعات كلا الجسيمين فيما يسمى بتوزيع ماكسويل-بولتزمان.

### اختيار المواد المهدئة
لدى بعض الأنوية مقاطع عرضية للامتصاص أكبر من ما لدى الأخرى ات، مما يؤدي إلى حذف النيوترونات الحرة من التدفق flux. لذلك، يكون المعيار الآخر للمهدئ الكفؤ هي واحدة عندما يكون هذا الوسيط صغيراً. إن كفاءة التتهدئة تعطي نسبة المقاطع العرضية العيانية للتبعثر, {\displaystyle \Sigma _{s}}, ويُعطى الوزن بواسطة {\displaystyle \xi } مقسومة على مقدار الامتصاص, {\displaystyle \Sigma _{a}}: وبمعنى آخر, {\displaystyle {\frac {\xi \Sigma _{s}}{\Sigma _{a}}}}.

### الملاحظات
1. ↑  Miller, Jr.، George Tyler (2002). Living in the Environment: Principles, Connections, and Solutions (12th Edition). Belmont: شركة تومسون. ص. 345. ISBN:0-534-37697-5.
2. 1 2  Stacey.، Weston M (2007). Nuclear reactor physics. Wiley-VCH. ص. 29–31. ISBN:3527406794. مؤرشف من الأصل في 9 يونيو 2013. اطلع عليه بتاريخ أغسطس 2020. {{استشهاد بكتاب}}: تحقق من التاريخ في: |تاريخ الوصول= (مساعدة)
3. 1 2  Dobrzynski، L. (1994). Neutrons and Solid State Physics. Ellis Horwood Limited. ISBN:0-13-617192-3. {{استشهاد بكتاب}}: الوسيط author-name-list parameters تكرر أكثر من مرة (مساعدة)